# Icius hamatus
Espèce
Synonymes
- Marpissa hamata C. L. Koch, 1846
- Icelus notabilis C. L. Koch, 1846
- Attus alter Simon, 1868
- Attus vicinus Simon, 1868

Icius hamatus est une espèce d'araignées aranéomorphes de la famille des Salticidae.

## Distribution
Cette espèce se rencontre en Europe du Sud, en Afrique du Nord et en Turquie.
Elle a été introduite en Europe centrale.

## Description

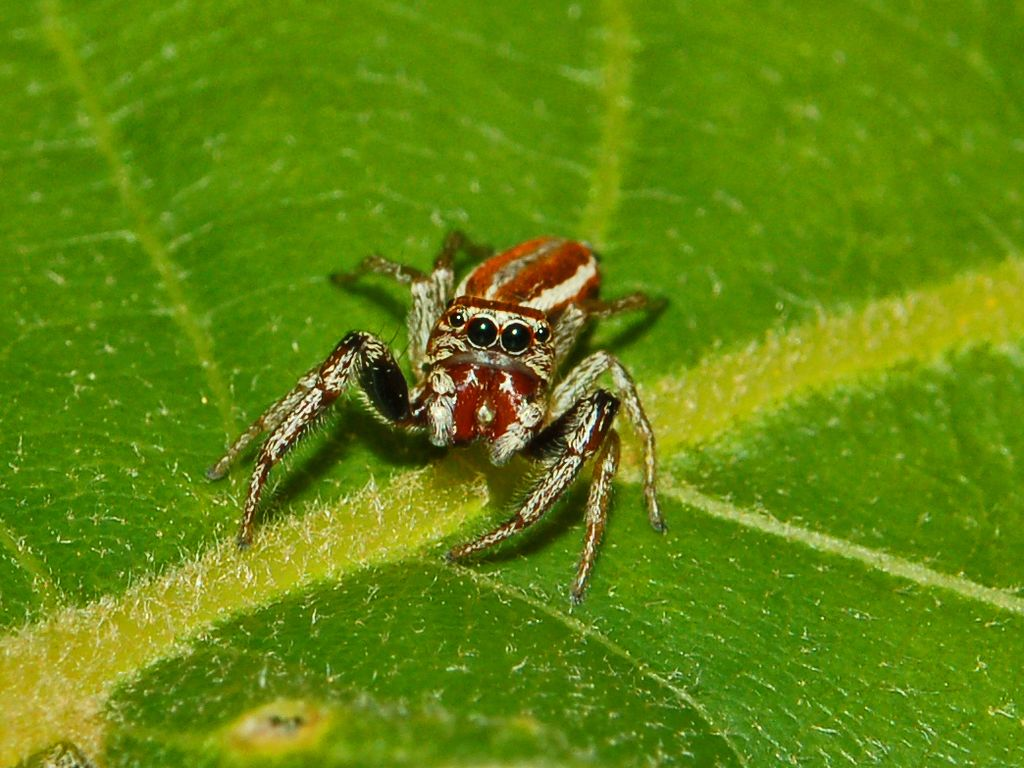
Icius hamatus ♂

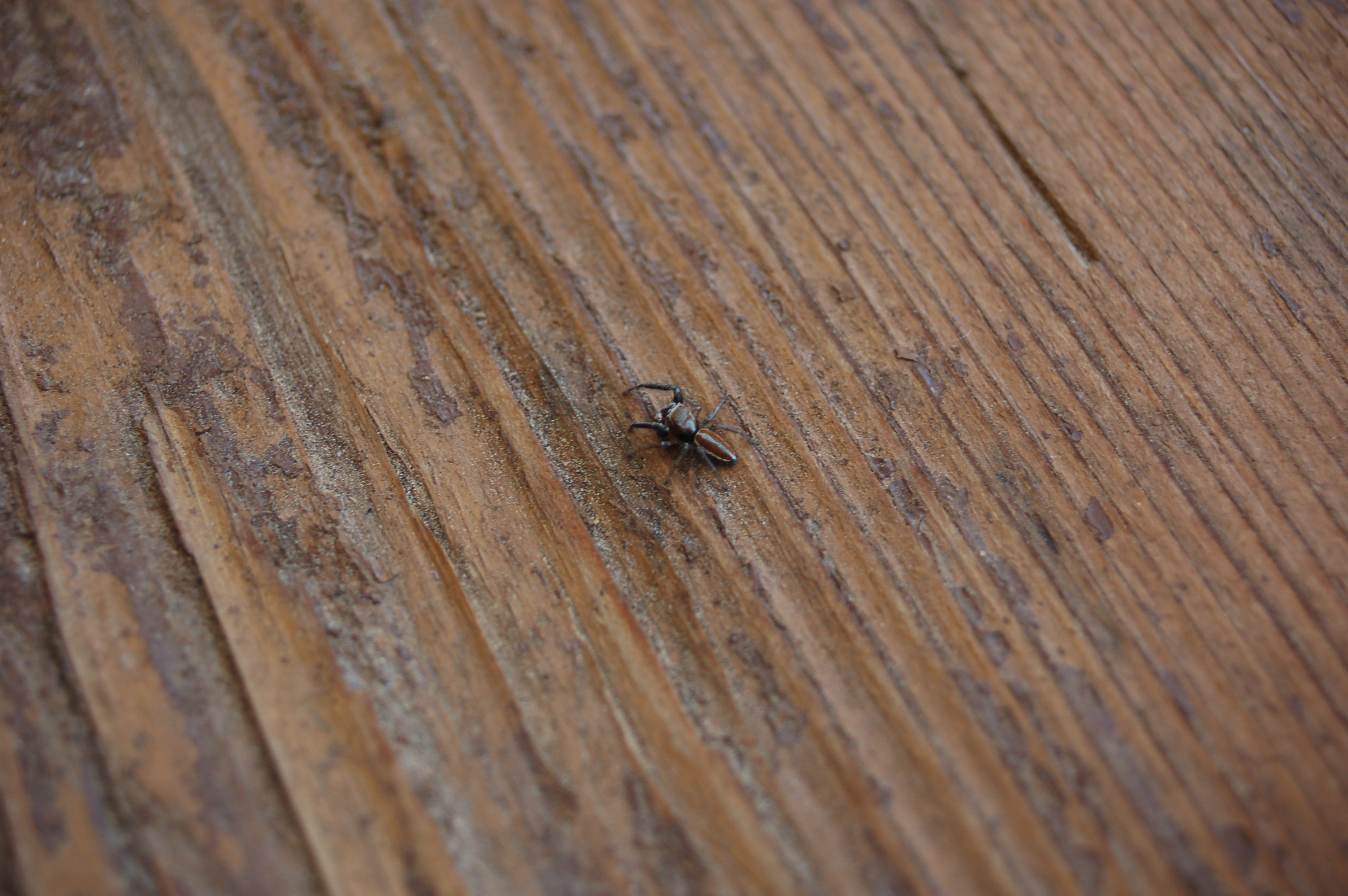
Icius hamatus ♂

Le mâle mesure 5,4 mm et les femelles de 5,1 à 6,5 mm.

## Systématique et taxinomie
Cette espèce a été décrite sous le protonyme Marpissa hamata par C. L. Koch en 1846. Elle est placée dans le genre Icius par Peckham et Peckham en 1886.

## Publication originale
- C. L. Koch, 1846 : Die Arachniden. Nürnberg, vol. 13, p. 1-234 (texte intégral).